# Marmagne (Côte-d’Or)
Marmagne ist eine französische Gemeinde mit 197 Einwohnern (Stand 1. Januar 2022) im Département Côte-d’Or in der Region Bourgogne-Franche-Comté. Sie gehört zum Arrondissement Montbard und zum gleichnamigen Kanton.  
Nachbargemeinden sind Touillon im Nordosten, Fain-lès-Montbard im Südosten, Nogent-lès-Montbard im Süden und Montbard im Westen.

## Bevölkerungsentwicklung
| Jahr                       | 1962 | 1968 | 1975 | 1982 | 1990 | 1999 | 2008 | 2015 |
| -------------------------- | ---- | ---- | ---- | ---- | ---- | ---- | ---- | ---- |
| Einwohner                  | 233  | 221  | 212  | 213  | 281  | 299  | 242  | 221  |
| Quellen: Cassini und INSEE |      |      |      |      |      |      |      |      |

## Sehenswürdigkeiten

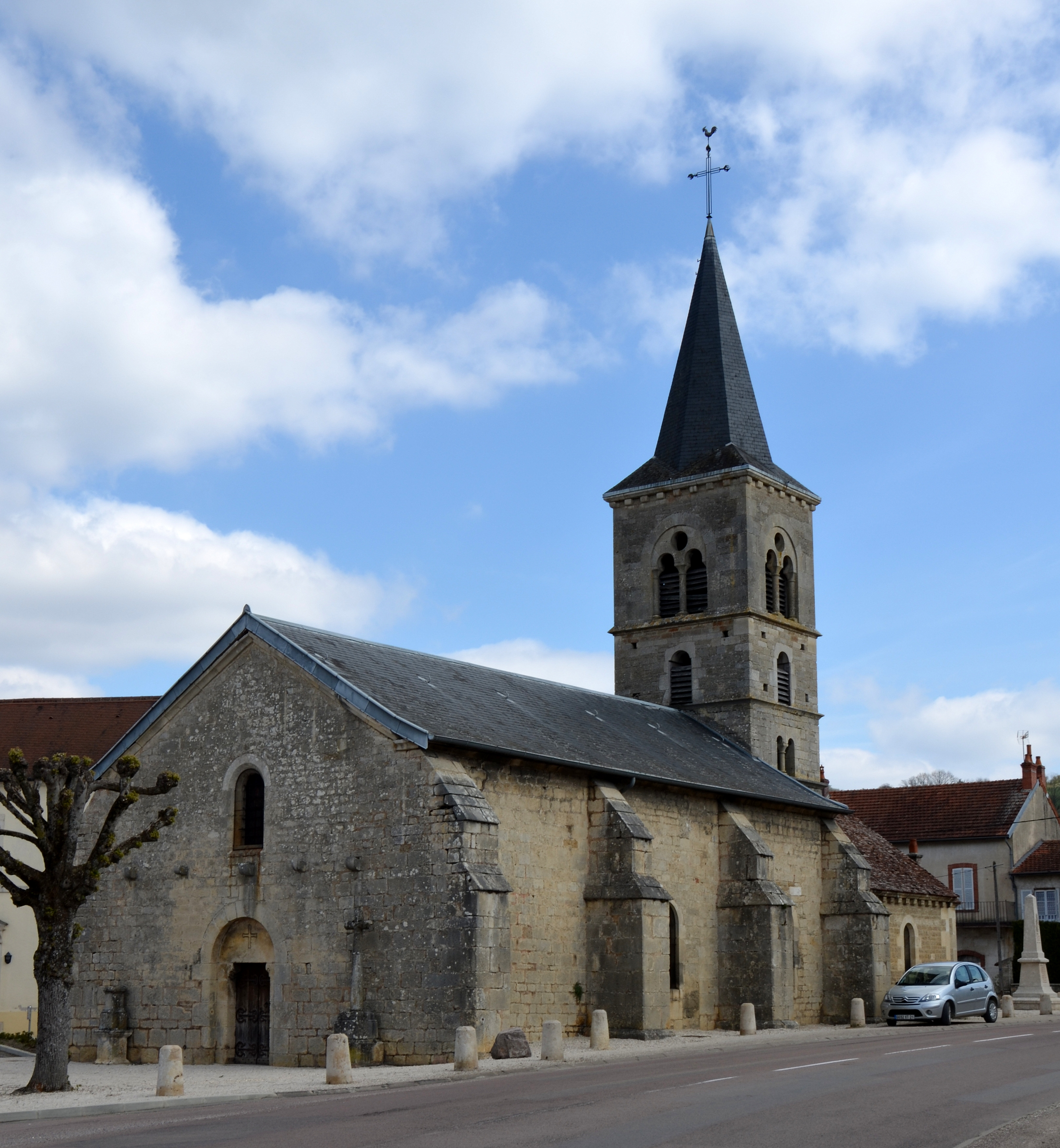
Kirche der Unbefleckten Empfängnis

- Abtei Fontenay